# Masako Ikeda
Masako Ikeda (jap. 池田 昌子 Ikeda Masako; ur. 1 stycznia 1939 w Tokio) – japońska aktorka głosowa. Związana z Haikyō.

## Filmografia
- 1980: Cudowna podróż jako mama Nilsa
- 1986: Pollyanna jako Pani Kaliu

## Nagrody
- 2007: Pierwsza edycja Seiyū Awards – nagroda za osiągnięcia artystyczne (wygrana)